# Брихан из Брекнока
Брихан Брихейниог (валл. Brychan Brycheiniog; V век) — правитель валлийского королевства Брихейниог (ок. 450 — ок. 490). Валлийский святой (день памяти — 6 апреля).

## Житие
Согласно кельтский агиографии, родиной святого Брихана Брихейниога была Ирландия. Он родился в семье князя Анлах мак Кормака и его жены Марцелы, наследницы валлийского королевства Гарт-Мадрин (Garth Madrun), иначе называвшегося Брихейниог (Brycheiniog) и перешедшего впоследствии во владение этой семьи. Она была дочерью Святого Теудрига.
После смерти отца, он вернулся в Гарт-Мадрин и стал называть его Брихейниог. Имя Брихан — валлийская версия ирландского имени Броккан (Broccán), так же как и имя его отца Коронак может быть представлено на ирландском как Кормак. В житии св. Кадока, составленном Лифрисом (Lifris, ок. 1100 г.), изображается борьба Брихана с Артуром, Кеем и Бедивером, потому что король Гвинллиу из Гвинллуга (Gwynllwg) похитил его дочь, св. Гвладис из его двора в Талгарте (Talgarth).
Короля Брихана в народе почитают как святого, хотя документальных подтверждений тому нет. Неизвестны и храмы, освящённые в его имя.

## Дети святого Брихана
Святой Брихан был женат трижды, его жёны — Прауст верх Тидвал (Prawst ferch Tydwal), Банхадлвед верх Банади (Banhadlwedd ferch Banadi) и Гвладис (Gwladys). Считается, что он был отцом 24 детей, ставших святыми, хотя в разных источниках это число варьируется от двенадцати до тридцати шести.

### Сыновья, согласно валлийским источникам
В Cognacio Brychan, De Situ Brecheniauc и генеалогиях Колледжа Иисуса перечислены Киног, Райн Дремрид (Rhain Dremrudd), Клидуин (Clydwyn), Артен (Arthen), Папай (Papai), Дингад, Бервин (Berwyn) и Ридог (Rhydog). также упоминаются, хотя и не во всех трёх источниках, Синон (Cynon), Пасген (Pasgen), Сильфлифер (Cylflifer), Мартайрин (Marthaerun) и Рин (Rhun). И не валлийские источники содержат следующие имена сыновей: Кайан (Caian), Синбрид (Cynbryd), Кинвран (Cynfran), Кинин (Cynin), Догван (Dogfan), Дивнан (Dyfnan), Дивриг (Dyfrig), Хихан (Hychan), Ллехей (Llecheu), Нефей (Neffei), Рауин (Rhawin), Ллован (Llofan), Ллонио (Llonio), Хейлин (Heilin), Аваллах (Afallach), Гвиннен (Gwynnen) и Гвиннус (Gwynnws).

### Дочери, согласно валлийским источникам
В De Situ Brecheniauc перечислены Мелери (Meleri), Хинид (Hunydd), Гвладис, Кейнгар (Ceingar), Тидглид (Tudglid), Нивайн (Nyfain), Гваур (Gwawr), Мархелль (Marchell), Ллиан (Lluan), Гвригон Годей (Gwrygon Goddeu), Арианвен (Arianwen), Бетан (Bethan), Кейн, Кердих (Cerddych), Клидай (Clydai), Кинхейдон (Cynheiddon), отождествляемая с Энделиентой, Дуйнвен, Эйливед, Голейдид (Goleudydd), Гвен (Gwen), Ллид (Lludd), Тидвила, Тидуистл (Tudwystl) и Тиби (Tybie). Иные валлийские источники упоминают также Бейоль (Beiol), Тидиэй (Tydieu), Эйвайл (Eufail), Хауистл (Hawystl), Эдвен (Edwen), Гвенриу (Gwenrhiw), Тидвен (Tudwen), Каллвен (Callwen), Гвенвил (Gwenfyl), Гвеннан (Gwennan) и Муинвен (Mwynwen).

### Потомки согласно Корневильским источникам
В Житии св. Нектана (Life of Saint Nectan) женой святого, Гладвис, перечислены:

Адвен (Adwen), Канаук (Canauc) или Киног (Cynog), Кледер (Cleder) или Клетер (Clether), Дилик (Dilic) или Иллик (Illick), Эндилиента (Endilient, Endelienta), Эли (Helie), Иоанн (Johannes) или Сион (Sion), Иона (Iona), Иулиана (Juliana) или Илюд (Ilud), Кенхендер (Kenhender) или Кинидр (Cynidr), Кери (Keri) или Куриг (Curig), св. Мабенна (Mabena, Mabon) или Мабин (Mabyn), Менфр (Menfre) или Менефпеви (Menefrewy), Мервенна (Merewenne) или Марвенна (Marwenna), Морвенна (Morewenna, Morwenna), св. Нектан (Nectanus, Nectan), Тамаланк (Tamalanc), Тедда (Tedda) или Тетта (Tetha), Венку (Wencu) или Гвенкуф (Gwencuff), или Гвенгустль (Gwengustle) — имя св. Ненноки, Венхеден (Wenheden) или Энодер (Enoder), св. Венна или Гвен (Gwen), Венсент (Wensent), Винап (Wynup) или Гвенабви (Gwenabwy) и Из (Yse) или Исси (Issey).
Согласно Роберту Ханту (Robert Hunt) следующие св. дети, что жили в Корнуолле, дали свои имена местным храмам:
1. Иоанн — храму в Сент-Ив (St Ive)
2. Энделиента — храму в Сент-Энделлион (St Endellion)
3. Менфр — храму в Сент-Минвер (St Minver)
4. Тедда — храму в Сент-Тис (St Teath)
5. Мабенна — храму в Сент-Мабин (St Mabyn)
6. Мервенна — храму в Мархамчёрч (Marhamchurch)
7. Гвен Талгартская — храму в Сент-Венн (St Wenn)
8. Кейн — храму в Сент-Кейн (St Keyne)
9. Из — храму в Сент-Иссей (St Issey)
10. Морвенна — храму в Морвенстоу (Morwenstow)
11. Кледер — храму в Сент-Клетер (St Clether)
12. Кери — храму в Эглоскерри (Egloskerry)
13. Эли — храму в Эглосхейл (Egloshayle)
14. Адвен (Adwen) — храму в Адвенте (Advent)
15. Ланент (Lanent) — храму в Леланте (Lelant)

### Ирландские источники
Лейнстерская книга (Book of Leinster) перечисляет следующих сыновей Брихана от его жены Дины, дочери короля саксов: Мо-Горук (Mo-Goróc), Мо-Хонок (Mo-Chonóc, Cynog), Дираид (Diraid), Дубан (Dubán, Dyfnan), Каиринн (Cairinne, Caian), Каирпр (Cairpre), Иаст (Iast), Эллук (Ellóc, Dilic), Паан (Paan), Каэман (Cáemán) и Мо-Беок (Mo-Beóc).

### Бретонские источники
Бретонское предание сообщает, что св. Брихан был женат на Менедоке, дочери Константина Фавра. В этом браке родилась св. Неннока.